# نورون‌زایی بالغان در پرندگان آوازخوان

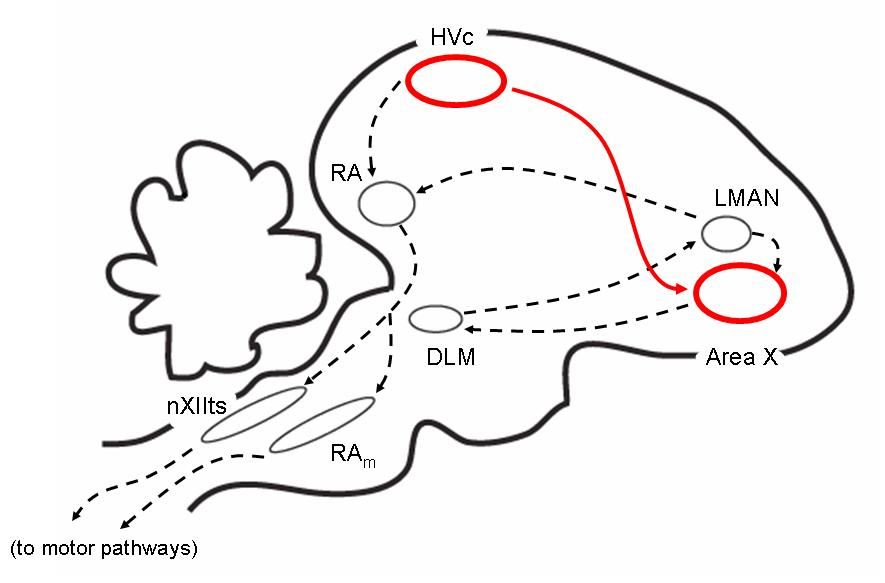
شماتیکی از نواحی مغز که بخشی از سیستم آواز پرندگان آوازخوان هستند

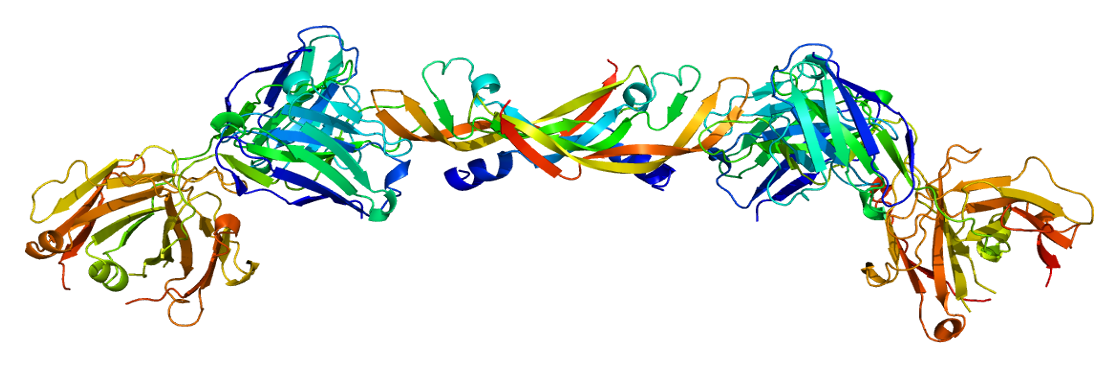
ساختار فاکتور تغذیه‌ای VEGFA.

نورون‌زایی بالغان (به انگلیسی: Adult neurogenesis)، فرآیندی است که در آن نورون‌های جدید متولد می‌شوند و پیامد آن پس از تولد و در بزرگسالی در مدارهای کارکردی مغز ادغام می‌شوند. گونه‌های پرندگان از جمله پرندگان آوازخوان از جمله گونه‌های مهره‌دارانی هستند که نورون‌زایی بالغ را در سرتاسر تلانسفالن خود نشان می‌دهند، برخلاف پتانسیل نورون‌زایی محدودتری که در پستانداران بالغ پس از تولد دیده می‌شود. نورون‌زایی بالغ در پرندگان آوازخوان در مدارهای مغزی دیده می‌شود که زمینه‌ساز رفتارهای تخصصی پیچیده از جمله سیستم کنترل آواز و هیپوکامپ است. درجه نورون‌زایی پس از تولد و بالغان در پرندگان آوازخوان در میان گونه‌ها متفاوت است، دوشکلی جنسی را نشان می‌دهد، به صورت فصلی در نوسان است و به سطح هورمون، میزان مرگ سلولی و محیط اجتماعی بستگی دارد. افزایش میزان نورون‌زایی بالغ در پرندگان در مقایسه با دیگر مهره‌داران، به‌ویژه در مدارهایی که زمینه‌ساز رفتار تخصصی پیچیده‌است، پرندگان را به یک مدل جانوری عالی برای مطالعه این فرایند و کارکرد آن تبدیل می‌کند. روش‌های به کاررفته در پژوهش‌ها برای ردیابی نورون‌زایی بالغ در پرندگان شامل استفاده از آنالوگ‌های تیمیدین و شناسایی نشانگرهای درون‌زای نورون‌زایی است. از نظر تاریخی، کشف نورون‌زایی بالغ در پرندگان آوازخوان به‌طور چشمگیری به ایجاد حضور نورون‌زایی بزرگسالان و پیشرفت یک خط پژوهشی مرتبط با بسیاری از کاربردهای بالقوه بالینی کمک کرد.

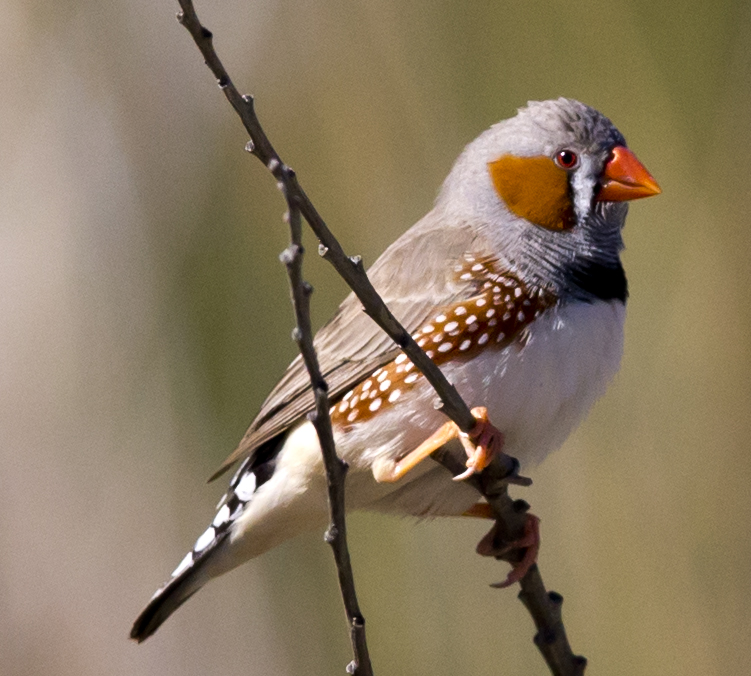
سهره گورخری نر (Taeniopygia guttata)، نمونه‌ای از یک یادگیرنده با دوره حساس

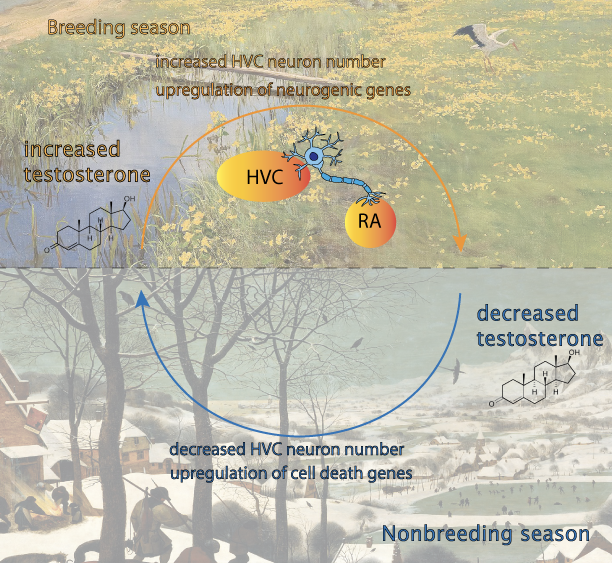
شماتیکی از نوسان فصلی سطح تستوسترون در HVC و چگونگی تعدیل زنده‌مانی نورون‌های HVC پیش‌بینی‌کننده RA نوزاد. (برگرفته از برنوویتز و لارسون، 2015)

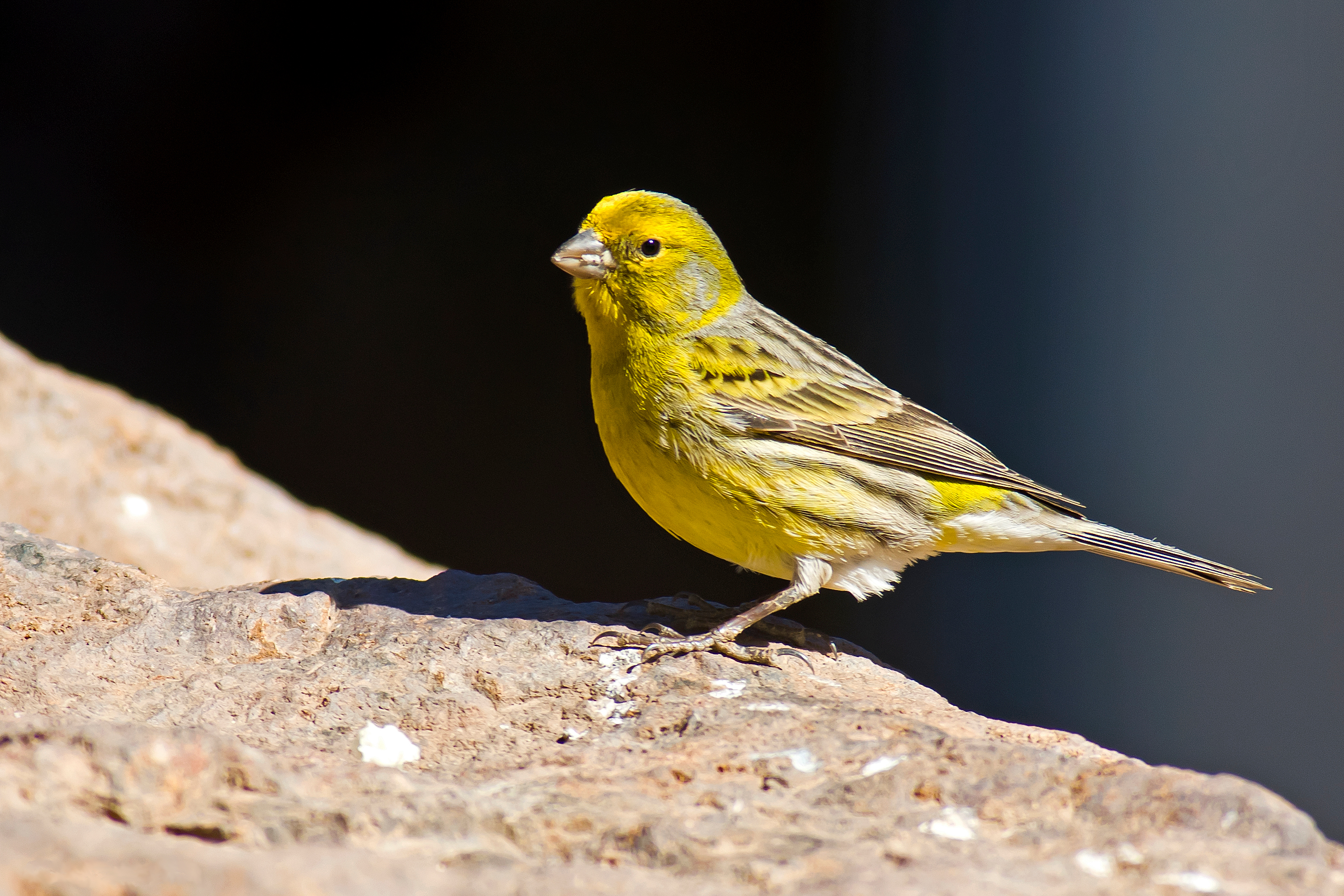
قناری نر (Serinus canaria)، نمونه‌ای از یک زبان‌آموز باز

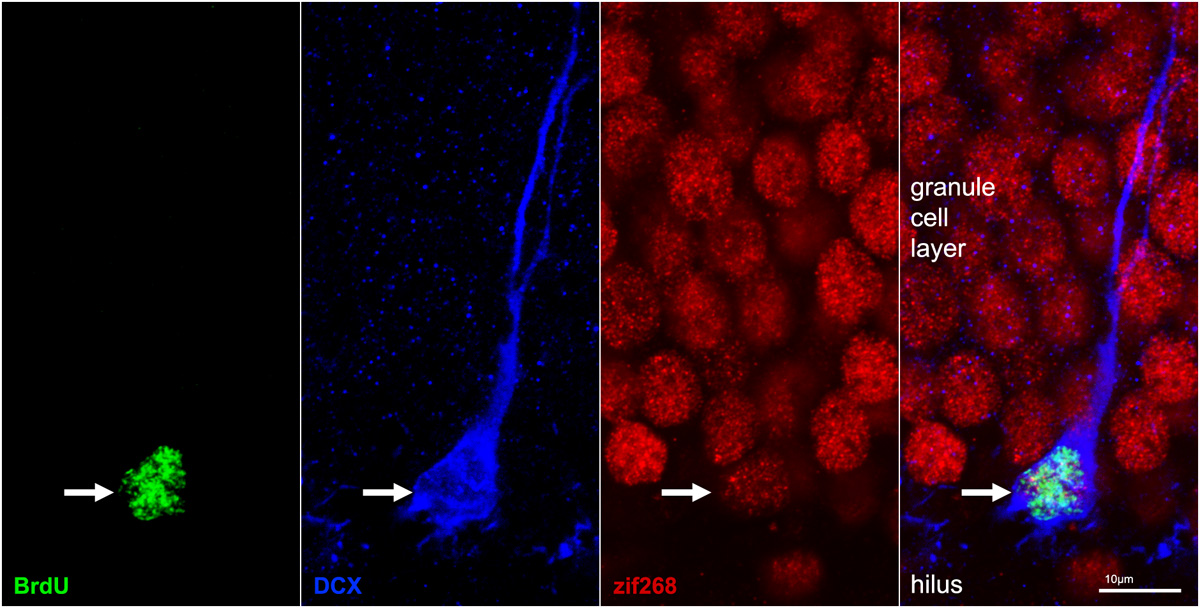
نمونه‌ای از رنگ‌آمیزی BrdU (به رنگ سبز) سلول‌های گلیای پرتوی که کورتین دوگانه را بیان می‌کنند (DCX - به رنگ آبی)

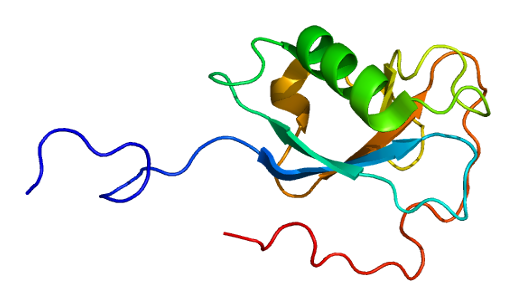
ساختار پروتئین DCX